# Seven (album de Poco)
Pour les articles homonymes, voir Seven.
Albums de Poco
Crazy Eyes Cantamos
Seven est le sixième album du groupe américain de country rock, Poco. Il sort en 1974 chez Epic Records. Il s'agit de leur premier album après le départ de Richie Furay. Le visuel de la couverture de l'album est conçu par le futur comédien Phil Hartman.

## Liste des pistes
| 1.    | Drivin' Wheel                    | 6:09 |
| 2.    | Rocky Mountain Breakdown         | 2:15 |
| 3.    | Just Call My Name                | 5:10 |
| 4.    | Skatin'                          | 4:40 |
| 5.    | Faith in the Families            | 3:41 |
| 6.    | Krikkit's Song (Passing Through) | 3:31 |
| 7.    | Angel                            | 4:53 |
| 8.    | You've Got Your Reasons          | 5:10 |
| 34:29 |                                  |      |